# فلاش أف إكس بي
فلاش اكس بي (بالإنجليزية: FlashFXP)‏ هو برنامج متخصص في رفع الملفات إلى سيرفر الموقع من خلال برتوكول ftp. وهو من أفضل البرامج في هذا المجال وأشهرها. وقد حاز جوائز عديدة، ويتميز بخفته وسرعته فهو سريع جداً في رفع الملفات إلى الموقع أو تحميل الملفات منها، وكذلك يدعم خاصية استكمال التحميل والرفع عن فصل الإنترنت أو حدوث أي مشكلة من مشاكل الإنترنت. ويوجد به خاصية المهام المجدولة في رفع أو تحميل الملفات. يتميز ببساطة وجهته سهل الاستخدام لكل مستخدم قوائم بسيطة جدا.

## وصلات خارجية
- فلاش أف إكس بي